# Сік (Румунія)
Сік (рум. Sic) — комуна у повіті Клуж в Румунії. До складу комуни входить єдине село Сік.
Комуна розташована на відстані 325 км на північний захід від Бухареста, 28 км на північний схід від Клуж-Напоки.

## Населення
За даними перепису населення 2002 року у комуні проживали 2754 особи.
Національний склад населення комуни:
| Національність | Кількість осіб | Відсоток |
| -------------- | -------------- | -------- |
| угорці         | 2637           | 95,8%    |
| румуни         | 110            | 4,0%     |
| цигани         | 7              | 0,3%     |

Рідною мовою назвали:
| Мова      | Кількість осіб | Відсоток |
| --------- | -------------- | -------- |
| угорська  | 2632           | 95,6%    |
| румунська | 110            | 4,0%     |
| циганська | 10             | 0,4%     |
| німецька  | 2              | 0,1%     |

Склад населення комуни за віросповіданням:
| Релігія        | Кількість осіб | Відсоток |
| -------------- | -------------- | -------- |
| реформати      | 2065           | 75,0%    |
| адвентисти     | 285            | 10,3%    |
| римо-католики  | 182            | 6,6%     |
| православні    | 103            | 3,7%     |
| п'ятдесятники  | 68             | 2,5%     |
| бретрени       | 19             | 0,7%     |
| греко-католики | 8              | 0,3%     |
| не релігійні   | 6              | 0,2%     |
| унітарії       | 1              | < 0,1%   |
| лютерани       | 1              | < 0,1%   |

## Зовнішні посилання
- Дані про комуну Сік на сайті Ghidul Primăriilor